# Gilbertiodendron newberyi
Espèce
Gilbertiodendron newberyi Burgt est une espèce de plantes à fleurs de la famille des Fabacées et du genre Gilbertiodendron. C'est un arbre endémique du Cameroun. 

## Étymologie
Son épithète spécifique newberyi rend hommage à David M. Newbery, spécialiste de l'écologie des forêts tropicales.

## Description
Gilbertiodendron newberyi est un très grand arbre pouvant atteindre 51 m de hauteur, avec un tronc allant jusqu'à 197 cm de diamètre.

## Habitat et distribution
Très rare, Gilbertiodendron newberyi est endémique du Parc national de Korup. Son habitat est celui de la forêt tropicale, sur des sols sablonneux bien drainés et des sols rocheux, à une altitude comprise entre 50 et 150 m.